# Пеннетта, Флавия
Фла́вия Пенне́тта (итал. Flavia Pennetta; 25 февраля 1982, Бриндизи, Италия) — итальянская теннисистка; победительница одного турнира Большого шлема в одиночном разряде (Открытый чемпионат США-2015) и одного в парном разряде (Открытый чемпионат Австралии-2010); финалистка двух турниров Большого шлема в парном разряде (Открытый чемпионат США-2005, -2014); победительница Итогового турнира WTA (2010) в парном разряде; победительница 28 турниров WTA (из них 11 в одиночном разряде); бывшая первая ракетка мира в парном разряде и шестая — в одиночном; четырёхкратная обладательница Кубка Федерации (2006, 2009, 2010, 2013) в составе национальной сборной Италии.

## Общая информация
Флавия — одна из двух дочерей Оронцо и Концетты Пеннетты; её старшую сестру зовут Джорджа. Родители способствовали росту интереса обеих дочерей к игре в теннис, а Флавия впервые получила в руки ракетку, когда ей было 5 лет. Старшая сестра также попробовала себя в сравнительно статусных турнирах, но так и не поднялась выше регионального уровня.
Флавия Пеннетта долгое время встречалась со знаменитым испанским теннисистом Карлосом Мойей, но они расстались в начале 2007 года по инициативе Карлоса, из-за чего Пеннетта некоторое время находилась в тяжёлом психологическом состоянии. 11 июня 2016 года она вышла замуж за своего коллегу Фабио Фоньини. 19 мая 2017 года у пары родился сын Федерико, названный в честь погибшего от лейкемии теннисиста Федерико Луцци. 23 декабря 2019 года в семье появилась дочь Фара. 19 ноября 2021 года у пары родился третий ребёнок, дочь Фламиния.
Своим любимым покрытием итальянка считает грунт.

## Спортивная карьера

### Начало карьеры
Флавия Пеннетта вполне удачно играла в юниорские годы. В декабре 1998 года 16-летняя итальянка дошла до полуфинала турнира 1-й юниорской категории в Брейдентоне, проиграв Виржини Раззано. Пеннетта не добилась более крупных успехов в одиночном разряде в этой возрастной группе. Более значительных достижений Пеннетта достигла в парном разряде, где в дуэте с соотечественницей Робертой Винчи она в какой-то момент стала значительной силой в этих соревнованиях. Наиболее успешен для них были сезон 1999 года: девушки выиграли несколько турниров (в том числе национальный турнир категории GA, а также юниорский Открытый чемпионат Франции). Также итальянка весьма успешно играла с соотечественницей Марией-Еленой Камерин и на одном турнире с китаянкой Се Шувэй. 28 февраля 2000 года Пеннетта достигла наивысшего парного рейтинга, став 2-й ракеткой мира. В августе того же года она последний раз выступала в юниорских соревнованиях.
Параллельно с юниорской в 1997 году стартовала и взрослая карьера итальянки. Постепенно набираясь опыта в 1998 году Пеннетта выиграла первые титулы на соревнованиях цикла ITF в парном разряде, а в 1999 году первый титул в профессиональном туре в одиночном разряде в Кальяри на турнире с призовым фондом 10 000  долларов (10-тысячнике). Спустя несколько месяцев, на 25-тысячнике в Галатине, впервые победила игрока топ-200 — француженку Лею Гирарди, находившуюся более чем на 400 позиций выше. В июле она впервые сыграла в основном туре WTA, приняв участие в парном разряде турнира в Палермо (в дуэте с Адрианой Серра-Дзанетти). Постепенно накопив нужный рейтинг за счёт результатов на соревнованиях цикла ITF, Пеннетта на Уимблдоне впервые сыграла в квалификации взрослого турнира Большого шлема, где она прошла один раунд отбора и проиграла во втором. Улучшение результатов произошло в 2002 году. В феврале она впервые выиграла 50-тысячник ITF, который проходил в Италии. Затем впервые сыграла в основной сетке в WTA-туре уже в одиночном разряде — на турнире в Мемфисе. Результаты позволили Пеннетте в мае 2002 года впервые подняться в топ-200. В сентябре Пеннетта выиграла ещё два 50-тысячника и в конце года достигла 95-й строчки одиночного рейтинга, впервые получив право сыграть на турнире Большого шлема в основной сетке. В эти же сроки в парном разряде произошёл один из качественных рывков, когда на различных соревнованиях из цикла ITF ей покорились 18 матчей подряд, позволившие выиграть четыре титула и подняться в топ-150 парного рейтинга.

### 2003—2005
С 2003 года итальянка начала подтверждать свой уровень притязаний и на соревнованиях WTA. В начале сезона, отобравшись через квалификацию на турнир в Канберре, удалось дойти до 1/4 финала. На Открытом чемпионате Австралии состоялся дебют в основной сетке турниров серии Большого шлема. В феврале Пеннетта вышла в полуфинал турнира в Хайдарабаде, где в том числе обыграла Мэри Пирс, а затем дважды доиграла до четвертьфинала на турнирах в Колумбии и Мексике. На турнире 1-й категории в Майами в третьем раунде она три сета сражалась с 6-й ракеткой мира Линдсей Дэвенпорт. В апреле состоялся её дебют в играх за сборную в розыгрыше Кубка Федерации. В мае на Ролан Гаррос — впервые выиграла матч основной сетки турнира Большого шлема и, в целом, пробилась в третий раунд.
В марте 2004 года Пеннетта впервые вышла в финал в основном туре на турнире в Акапулько, где проиграла Ивете Бенешовой из Чехии. В грунтовой части сезона она отметилась полуфиналом в Будапеште и первой победой над теннисисткой из топ-10 (в мае на крупном турнире в Риме была обыграна Надежда Петрова). В июле, опять же на грунте, вышла в финал турнира в Палермо. В августе с третьей попытки ей удалось победить на соревновании WTA. Главный приз соревнований в польском Сопоте в финале она выиграла у чешки Клары Коукаловой. Растущая стабильность результатов позволила ей закончить сезон в топ-40 одиночного рейтинга. 
В следующем сезоне Пеннетта выиграла два февральских грунтовых турнира (в Боготе и Акапулько) и впервые поднялась в топ-30 одиночного рейтинга. Летом Пеннетта впервые вышла в четвёртый раунд на турнире Большого шлема, добравшись до него на Уимблдоне. В июле она дважды выходила в полуфинал на домашних турнирах в Италии, а в августе, сотрудничая с Еленой Дементьевой, впервые дошла до финала соревнования WTA (и сразу победила) — на турнире в Калифорнии. На турнире 1-й категории в Торонто удалось выйти в 1/4 финала в одиночках. Затем Дементьева и Пеннетта пробились в парный финал Открытого чемпионата США, где обыграв три сеянные пары, дошли до финала, в котором уступили шестым номерам посева Лизе Реймонд и Саманте Стосур. Осенью Пеннетта не проходила в одиночках далее 1/4 финала, однако отметилась на турнире в Фильдерштадте победой над № 5 в мире на тот момент Жюстин Энен. Итальянка закончила год на 23-й в одиночном и на 22-й позиции в парном рейтингах.

### 2006—2008

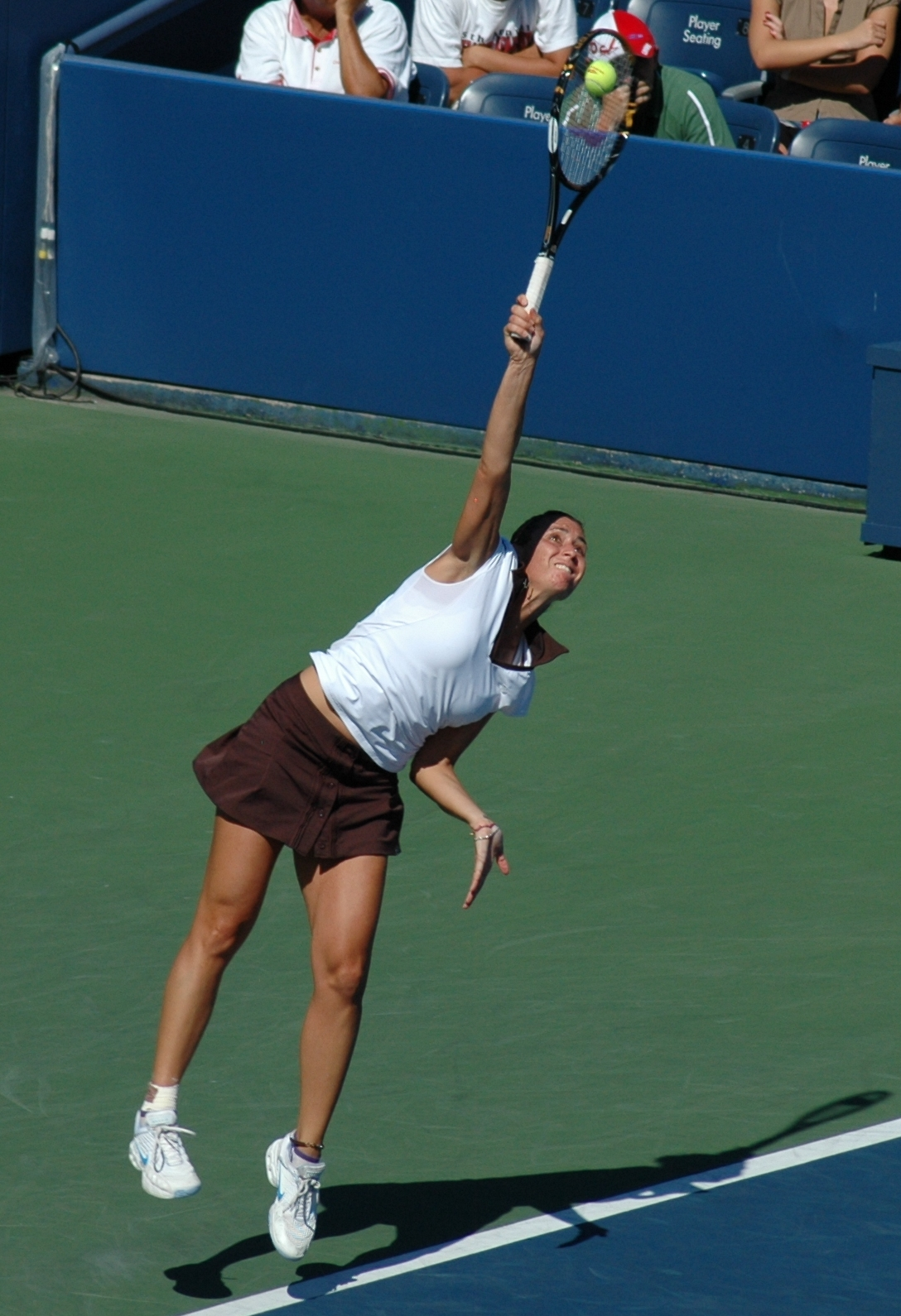
На Открытом чемпионате США 2008 года

В начале сезона 2006 года Пеннетта трижды выходила в финалы — в Голд-Косте, Боготе и Акапулько, позволивших итальянке закрепиться в числе 20 сильнейших теннисисток планеты. В Боготе она также смогла выиграть парный приз в команде с Хиселой Дулко. На весеннем грунтовом отрезке сезона Пеннетта вышла в полуфинал в Оэйраше, парный финал крупного турнира в Берлине (с Дементьевой), четвертьфинал в Риме, а дошла до третьего раунда Открытого чемпионата Франции, где в затяжном третьем сете уступила соотечественнице Франческе Скьявоне. На Уимблдонском турнире второй год подряд играла в четвёртом раунде, где в трёх сетах уступила 4-й ракетке мира Марии Шараповой. В сентябре Пеннетта сыграла за сборную Италии в финале Кубка Федерации. Сезон в главном женском командном турнире начался для сборной ещё в 2005 году, когда в матче за место в элитной группе соревнования были обыграны чешки, а на счету Флавии Пеннетта одна из трёх побед команды. В 2006 году итальянки обыграли в апреле сборную Франции (с Моресмо и Деши), а в июле Испанию. В финале предстояло сыграть с Бельгией, ослабленной отсутствием Ким Клейстерс. Главная сила бельгийской команды Жюстин Энен смогла довести матч до решающего пятого матча, но там усугубила одну из своих старых травм и вынуждена была сняться с матча, уступив титул итальянкам.
В 2007 году Флавия Пеннетта проиграла в первом раунде на трёх стартовых турнирах в Австралии. Затем неплохо сыграла февральскую грунтовую серию, выйдя в полуфинал в одиночках и финал в парах (с Робертой Винчи) в Боготе, а также в одиночный финал в Акапулько, где проиграла Эмили Луа. До июня она практически на всех турнирах проигрывала в первом раунде. Прервать неудачную серию удалось на турнире в Барселоне, где она вышла в полуфинал и парный финал (с Лурдес Домингес Лино). На траве в Хертогенбосе она вышла в четвертьфинал. Ближе к осени, когда в рейтинге перестали учитываться все прошлогодние достижения, итальянка была близка к тому, чтобы покинуть топ-100, но удачно сыграв азиатскую серию турниров (два полуфинала в Сеуле и Токио, а также победа на турнире в Бангкоке к концу сезона она возвратилась в топ-40.
В 2008 году серия удачных результатов продолжилась. В январе она вышла в полуфинал на харде в Хобарте. На Открытом чемпионате Австралии в парном разряде достигла четвертьфинала в партнёрстве с Жанеттой Гусаровой). В феврале Пеннетта выиграла соревнования в Винья-дель-Маре и Акапулько и возвратилась в топ-30. В мае она выиграла еще один парный трофей на турнире в Оэйраше в команде с Марией Кириленко. На кортах Ролан Гаррос Пеннетта впервые вышла в четвёртый раунд, переиграв для этого № 8 в мире Винус Уильямс. В июле она вышла в полуфинал турнира в Палермо, а затем состоялся первый в карьере одиночный финал на соревнованиях 2-й категории (в Лос-Анджелесе), позволивший ей войти в топ-20. В парном разряде она вместе с Кириленко смогла выйти в финал турнира 1-й категории в Монреале. В середине августа Пеннетта впервые сыграла на Олимпийских играх, где проиграла в первом раунде Кайе Канепи, а в парном разряде вышла в 1/4 финала в дуэте с Франческой Скьявоне. Чуть позже Пеннетта впервые пробилась в восьмёрку сильнейших на турнирах Большого шлема, выйдя в четвертьфинал на Открытом чемпионате США. На соревнованиях смешанных пар в паре с сербом Душаном Вемичем дошла до четвертьфинала. В октябре произошло ещё одно значимое событие: на турнире в Цюрихе она победила действующую первую ракетку мира, впервые за шесть очных матчей обыграв Елену Янкович.

### 2009—2011 (парный титул в Австралии и № 1 в мире в парном рейтинге)

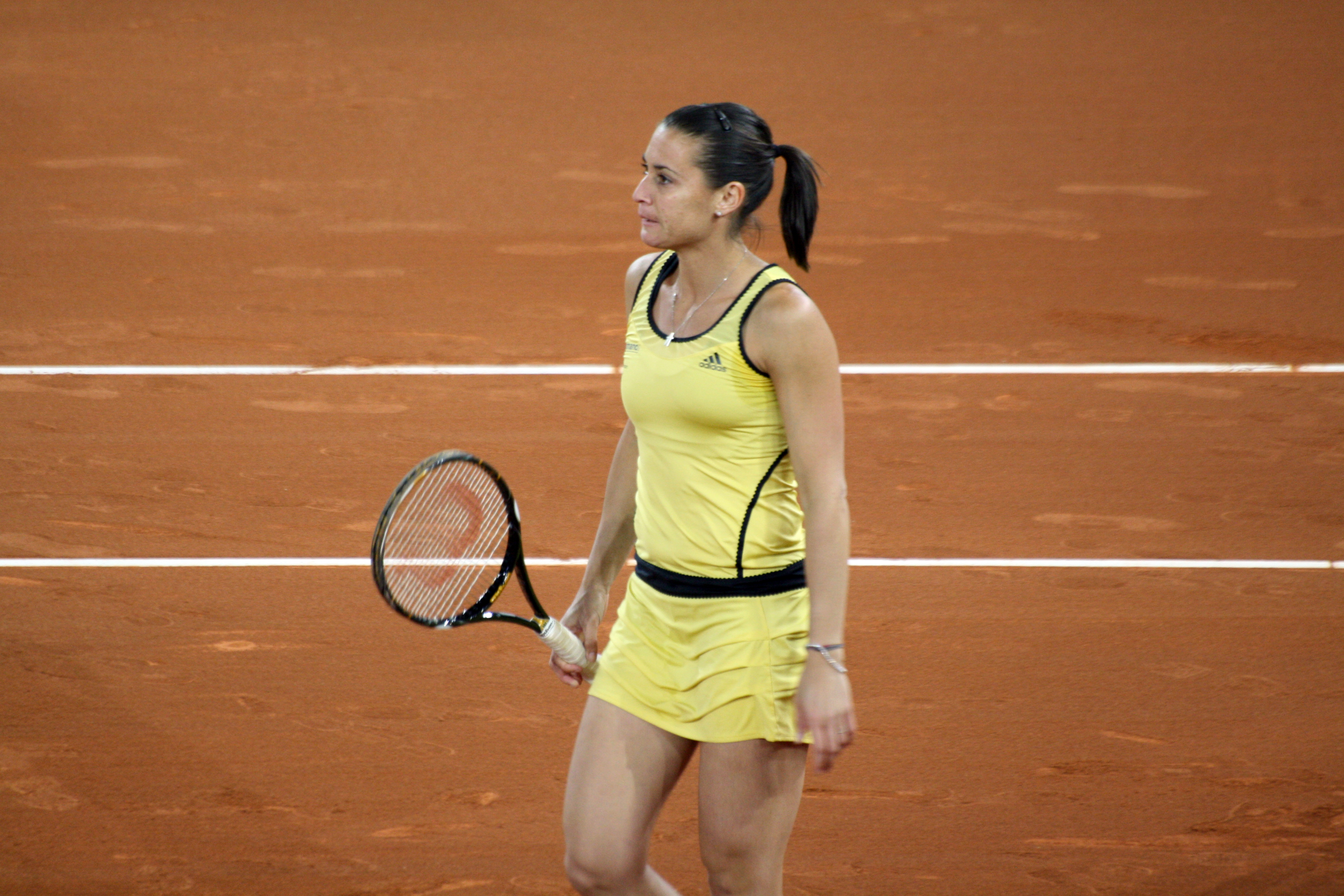
На турнире в Мадриде в 2010 году

На старте 2009 года Пеннетта выиграла парный приз соревнований в Хобарте в альянсе с Хиселой Дулко. В феврале вышла в одиночный финал в Акапулько. В апреле на турнире в Штутгарте вышла в полуфинал, обыграв двух теннисисток из первой десятки подряд (Петрову и Янкович). В июне на траве в Хертогенбосе был завоеван парный приз в команде с Сарой Эррани. В июле она вышла в полуфинал на грунте в Бостаде, а также выиграла там очередной парный титул (на этот раз в дуэте с Дулко). Серия стабильных результатов завершилась титулами на турнирах в Палермо и Лос-Анджелесе. Затем на турнире серии Премьер 5 в Цинциннати вышла в полуфинал и обыграла в третьем раунде третью ракетку мира Винус Уильямс. Флавия Пеннетта вошла в первую десятку одиночного рейтинга WTA, став первой итальянской теннисисткой, добившейся такого успеха. Она продолжила стабильно играть, выйдя в полуфинал в Нью-Хейвене, а на Открытом чемпионате США, обыграв в трёх сетах № 7 в мире Веру Звонарёву, вышла в четвертьфинал второй год подряд. В осенней части сезона Пеннетта лучше всего в Туре сыграла на турнире в Линце, где вышла в полуфинал. Конец сезона ознаменовался второй победой в Кубке Федерации сборной Италии, где Пеннетта была ведущим игроком — в решающем матче была повержена сборная США.
Сезон 2010 года Флавия Пеннетта начала с финала турнира в Окленде, где уступила Янине Викмайер. На Открытом чемпионате Австралии был заработан полуфинал турнира смешанных пар с Марсело Мело, а также четвертьфинал в женской паре с Хиселой Дулко. В феврале она вышла в полуфинал зального турнира в Париже. Весной в парном разряде начал набирать силу из альянс с Хиселой Дулко — до парижского турнира Большого шлема они выдали серию из 17 побед подряд, отметившись в четырёх финалах и взяв три титула на Премьер-турнирах. В это время в одиночном разряде Пеннетта отметилась победой на турнире в Марбелье. На Ролан Гаррос Флавия выступила неплохо, дойдя до четвёртого раунда, где проиграла Каролине Возняцки 6-7, 7-6, 2-6. В паре же с Дулко проиграли в четвертьфинале. На Уимблдоне дуэт Дулко и Пеннетта дошёл до полуфинала. После этого Пеннетта поднялась на 8-ю строчку парного рейтинга. На небольших грунтовых турнирах перед «американской серией» Пеннетта дошла до полуфинала в Бостаде, где с Дулко смогла защитить парный титул и решающего матча в Палермо.
В августе 2010 года на хардовом турнире в Сан-Диего итальянка достигла полуфинала, обыграв по ходу одного из фаворитов Саманту Стосур. Затем был четвертьфинал в Цинциннати, где итальянка уступила будущей победительнице турнира Ким Клейстерс, до этого переиграв № 10 в мире Веру Звонарёву. В парном разряде в дуэте с Дулко дошли до полуфинала, в котором уступил будущим победительницам турнира — паре Азаренко и Кириленко. На следующем турнире в Монреале они взяли главный парный приз соревнований. Главный старт этой части сезона закончился в четвертьфинале Открытого чемпионата США, где их дуэт уступил паре Кинг и Шведова, которая несколькими днями позже выиграла весь турнир. Перед итоговым турниром аргентино-итальянский дуэт достиг финала в Пекине и завоевал титул в Москве. А на самом турнире в Дохе Флавия Пеннетта и Хисела Дулко не проиграли ни единого сета и завершили год очередным титулом. По итогам года WTA признала дуэт аргентинки и итальянки лучшей парой года, а в парном рейтинге Пеннетта заняла высокое второе место. В концовке сезона она смогла в третий раз выиграть с Италией Кубок Федерации, принеся два очка команде в одиночных играх финала против сборной США.
2011 год начался в Сиднее, где Пеннетта дошла до четвертьфинала, уступив одному из открытий Бояне Йовановски из Сербии. Затем итальянка дошла до четвёртого раунда Открытого чемпионата Австралии, переиграв Шахар Пеер, но проиграла Петре Квитовой. Главного успеха сезона она достигла в парном разряде. В Мельбурне дуэт Дулко и Пеннетта до финала не проиграл ни сета. В решающем матче против пары Азаренко и Кириленко всё поначалу не пошло — аргентино-итальянский дуэт уступил первый сет и проигрывал 1:4 во втором, но смог переломить ход матча и завоевал свой первый титул на соревнованиях Большого шлема. Эта победа позволила Пеннетте впервые в карьере возглавить мировой парный рейтинг.
| Стадия  | Соперницы (посев)                      | Рейтинг | Счёт        |
| 1 раунд | Рената Ворачова Саня Мирза             | 50 / 55 | 6-4 6-1     |
| 2 раунд | Джилл Крейбас Ольга Савчук             | 68 / 61 | 6-2 6-2     |
| 3 раунд | Ольга Говорцова Алла Кудрявцева        | 28 / 40 | 6-3 6-2     |
| 1/4     | Натали Грандин Владимира Углиржова     | 52 / 49 | 6-0 6-3     |
| 1/2     | Надежда Петрова Лизель Хубер (3)       | 12 / 3  | 6-4 7-5     |
| Финал   | Виктория Азаренко Мария Кириленко (12) | 44 / 19 | 2-6 7-5 6-1 |

В феврале 2011 года на связке турниров на Аравийском полуострове Пеннетта дошла до полуфинала в Дубае и четвертьфинала в Дохе. Весной итальянка играла не очень результативно, проведя пять турниров и выиграв на них лишь один матч. На Ролан Гаррос в парном разряде с Дулко вышла в четвертьфинал, после Уимблдона Пеннетта потеряла статус первой ракетки мира в парном теннисе. В июле вышла в 1/4 финала в Бостаде и 1/2 в Палермо. На Открытом чемпионате США Пеннетта обрела нужные кондиции, чтобы в третий раз за четыре года сыграть здесь в четвертьфинале, попутно лишив турнир одной из его предстартовых фавориток — россиянки Марии Шараповой (6-3, 3-6, 6-4). Осенью Флавия Пеннетта дошла до полуфинала крупного турнира в Пекине, обыграв по ходу состязаний первую ракетку мира Каролину Возняцки (3-6, 6-0, 7-6). В парном разряде в альянсе с Дулко в Пекине, а так же ранее в Токио удалось доиграть до финалов. Это позволило их дуэту второй год подряд отобраться на Итоговый турнир, где они выбыли, проиграв американкам Лизе Реймонд и Лизель Хубер.

### 2012—2013

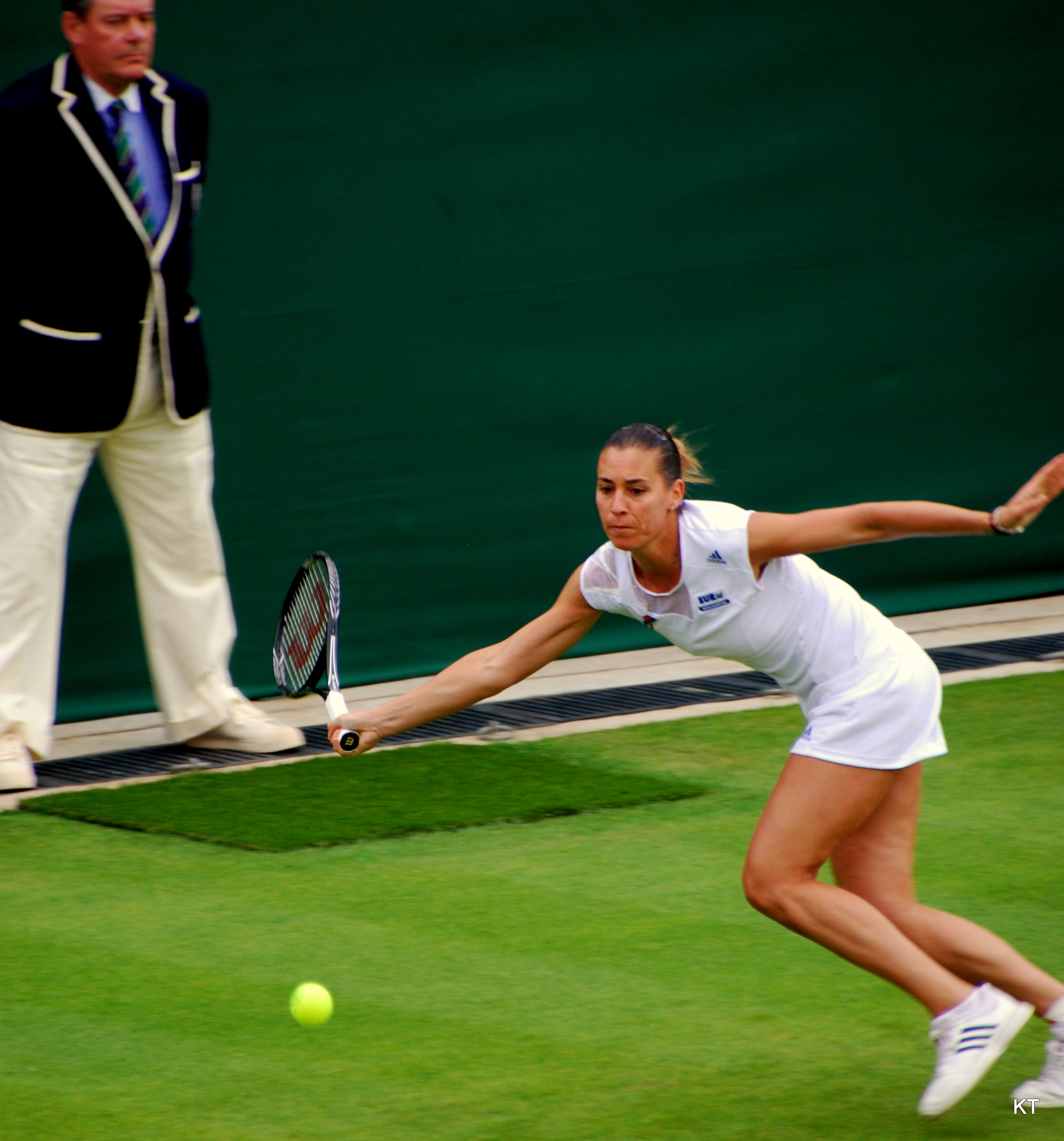
На Уимблдоне 2013 года

В 2012 году Флавия Пеннетта не смогла удержать уровень результатов последних лет. В начале сезона итальянка дошла до финала в Окленде, но не смогла доиграть его из-за проблем со спиной. На Открытом чемпионате Австралии Пеннетта уступила уже на старте. Постепенно набрать форму удалось ближе к грунтовому сезону. В начале марта Пеннетта дошла до финала в Акапулько, в мае играла в четвертьфинале в Риме, а на Ролан Гаррос дошла до третьего раунда. В парном разряде начала наигрываться олимпийская пара с Франческой Скьявоне: первым успехом дам явился финал турнира в Барселоне. На травяном отрезке сезона лучшим результатом в одиночном разряде стал третий раунд Олимпийского турнира в Лондоне, где итальянка уступила Петре Квитовой. Парные состязания прошли более результативно: итальянки Пеннетта и Скьявоне дошли до полуфиналов в Хертогенбосе и на Уимблдоне, но на Олимпиаде проиграли уже во втором раунде. После лондонского турнира вновь обострились проблемы с запястьем и в августе Пеннетта предпочла досрочно завершить сезон.
Возвращение не получилось быстрым: лишь в феврале 2013 года итальянка провела свои первые матчи. В марте, потеряв много рейтинговых очков, она выпала из топ-100. В мае ей пришлось играть квалификацию, чтобы попасть на турнир в Страсбурге, с чем Пеннетта успешно справилась и смогла доиграть по итогу до полуфинала. В конце июня она дошла до четвёртого раунда Уимблдона, а в июле сыграла в полуфинале в Бостаде. На Открытом чемпионате США Пеннетта смогла впервые в карьере выйти в полуфинал Большого шлема в одиночном разряде. Во втором раунде она обыграла соотечественницу и № 5 в мире Сару Эррани (6-3, 6-1), затем обыграла чемпионку 2004 года Светлану Кузнецову (7-5, 6-1) и Симону Халеп (6-2, 7-6). В четвертьфинале она выиграла у ещё одной итальянки Роберты Винчи (6-4, 6-1), а в борьбе за выход в финал уступила Виктории Азаренко (4-6, 2-6). Этот результат позволил в рейтинге подняться более чем на 50 позиций (с 83-го на 31-е место). В октябре Пеннетта завоевала единственный титул в сезоне в парном разряде — на турнире в Осаке совместно с Кристиной Младенович. В конце ноября Пеннетта приняла участие в победном сезоне итальянской сборной в Кубке Федерации, сыграв в не имевшей турнирного значения парной встрече против сборной России. Таким образом, она довела количество побед в престижном командном турнире до четырёх.

### 2014—2015 (победа в США и завершение карьеры)

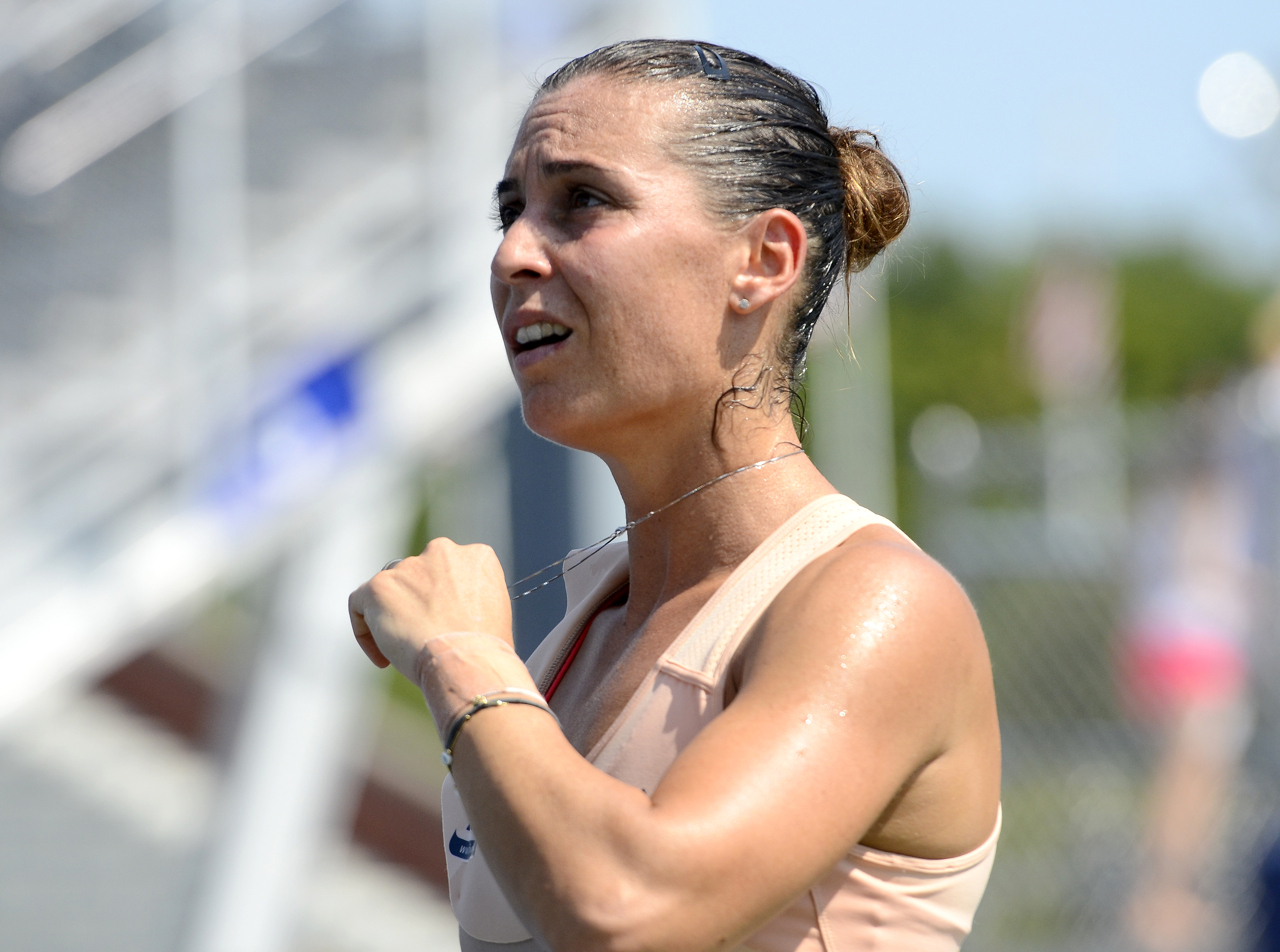
На Открытом чемпионате США 2014 года

Старт сезона 2014 включил серию сильных результатов и ряд побед над игроками из топ-10. В январе Пеннетта добралась до четвертьфинала Открытого чемпионата Австралии, переиграв в четвёртом раунде № 9 в мире Анжелику Кербер. В феврале на турнире в Дубае удалось обыграть № 4 в мире Агнешку Радваньскую (6-4, 6-1) и попасть в четвертьфинал. В марте Пеннетта выиграла самый крупный турнир в карьере на тот момент в одиночном разряде. Она стала чемпионкой турнира в Индиан-Уэлсе, где в полуфинале одолела вторую ракетку мира Ли На (7-6, 6-3), а в титульном матче справилась с третьей в мире Агнешкой Радваньской (6-2, 6-1). После калифорнийского успеха в одиночных результатах Флавии наступил продолжительный спад и в следующий раз она выиграла как минимум три матча на одном турнире уже на Открытом чемпионате США, где она добралась до четвертьфинала. В парном разряде новый альянс с Мартиной Хингис принёс выход в финал, в котором они проиграли Еленой Весниной и Екатерине Макаровой — 6-2, 3-6, 2-6. Осенью Пеннетта и Хингис взяли два титула на турнирах в Ухане и Москве. В начале ноября Пеннетта сыграла на турнире чемпионок в Софии, где вышла в финал.
В феврале 2015 года Пеннетта на турнире в Дубае вышла в четвертьфинал. На турнире в Индиан-Уэлсе она защищала титул и вышла в четвертьфинал, обыграв для этого вторую ракетку мира Марию Шарапову (3-6, 6-3, 6-2). На Открытом чемпионате Франции она достигла четвёртого раунда, В парном разряде удалось выйти в четвертьфинал в паре с новой партнёршей в этом сезоне Се Шувэй. На Уимблдоне они также достигли четвертьфинала. Затем они вышли в четвертьфинал в Торонто и Цинциннати и в полуфинал на Большом шлеме в Нью-Йорке. На Открытом чемпионате США Пеннетта смогла достичь самого важного результата в профессиональной карьере. Она впервые в карьере стала обладательницей титула победительницы Большого шлема в одиночном разряде. В финале она сыграла против соотечественницы Роберты Винчи и, победив, стала самой возрастной чемпионкой турниров Большого шлема, среди тех кому данный титул покорился впервые. После своего триумфа Пеннетта объявила, что завершит спортивную карьеру в этом сезоне.
| Стадия  | Соперница (посев)     | Рейтинг | Счёт        |
| 1 раунд | Ярмила Гайдошова      | 76      | 6-1 3-6 6-1 |
| 2 раунд | Моника Никулеску      | 41      | 6-1 6-4     |
| 3 раунд | Петра Цетковская (PR) | 149     | 1-6 6-1 6-4 |
| 4 раунд | Саманта Стосур (22)   | 22      | 6-4 6-4     |
| 1/4     | Петра Квитова (5)     | 4       | 4-6 6-4 6-2 |
| 1/2     | Симона Халеп (2)      | 2       | 6-1 6-3     |
| Финал   | Роберта Винчи         | 43      | 7-6(4) 6-2  |

28 сентября Пеннетта поднялась на самую высокую в карьере — 6-ю строчку одиночного рейтинга. В концовке сезона Пеннетта смогла добрать достаточный рейтинг, чтобы сыграть на Итоговом турнире, после которого завершила активную игровую карьеру.

## Выступления на турнирах
- бывшая первая ракетка мира в парном разряде и шестая — в одиночном
- победительница двух турниров Большого шлема (по разу — в одиночном разряде и женской паре)
- финалистка двух турниров Большого шлема в парном разряде (Открытый чемпионат США-2005, -2014)
- победительница Итогового турнира WTA (2010) в парном разряде
- победительница 28 турниров WTA (11 — в одиночном разряде)
- четырёхкратная обладательница Кубка Федерации (2006, 2009-10, 2013) в составе национальной сборной Италии
- победительница одного юниорского турнира Большого шлема в парном разряде (Открытый чемпионат Франции-1999)
- полуфиналистка двух юниорских турниров Большого шлема в парном разряде (Уимблдон-1999, Открытый чемпионат Австралии-2000)
- бывшая вторая ракетка мира в парном юниорском рейтинге